# تی‌پی آیکپ
تی‌پی آیکپ (انگلیسی: TP ICAP) شرکت خدمات مالی و بانکداری بریتانیایی است، که در سال ۱۹۷۱ تأسیس شد.